# Coruja-diabo
A coruja-diabo, bufo-sombrio ou mocho-diabo (Asio stygius)(Asio stygius) é uma coruja da família dos estrigídeos, que ocorre localmente do México e Antilhas à região do Paraguai, Brasil e Argentina. Tais aves chegam a atingir 38 cm de comprimento, possuindo grandes penachos na cabeça, disco facial e partes superiores negras, partes inferiores estriadas e íris amarela.
Vive em áreas de cerrado e em florestas artificiais de pinheiros, na Amazônia, Centro-oeste, Sudeste e Sul.
O mocho-diabo recebe esse nome devido a sua coloração escura e pela cor vermelho brilhante dos olhos ao refletir a luz incidente, lembrando a figura de um "demônio". Os machos são normalmente menores e mais leves do que as fêmeas.

## Subespécies
São reconhecidas seis subespécies:
- Asio stygius stygius (Wagler, 1832) - ocorre na região que vai do leste da Bolívia, norte, nordeste e sudeste do Brasil até o nordeste da Argentina;
- Asio stygius lambi (Moore, 1937) - ocorre na região de planalto do Oeste do México, do sudoeste de Chihuahua até o estado de Jalisco;
- Asio stygius robustus (L. Kelso, 1934) - ocorre do sul do México, nos estados de Guerrero e Veracruz até a Venezuela e o Equador;
- Asio stygius siguapa (d'Orbigny, 1839) - ocorre em Cuba e na Ilha dos Pinus;
- Asio stygius noctipetens (Riley, 1916) - ocorre na Ilha de São Domingos (Haiti e República Dominicana) e na Ilha de La Gonâve ao largo do Haiti;
- Asio stygius barberoi (AW Bertoni, 1930) - ocorre no Paraguai e no norte da Argentina.